# 林亮介
林 亮介（はやし りょうすけ、1974年11月23日 - ）は、福岡県福岡市出身の元社会人野球選手（投手、右投右打）、野球指導者。現在は沖データコンピュータ教育学院の監督。

## 人物・来歴
博多工業高を卒業後、1993年に九州三菱自動車に入団。右横手のしなやかなフォームから140km/h中盤のストレート、変化の鋭いスライダーを武器に主力投手として活躍し、帆足和幸や有銘兼久と共にチームを支えた。
2000年限りで同社を退社後、専修学校コンピュータ教育学院に入校。同校の社会人野球チームである沖データコンピュータ教育学院で選手として3年間にわたってプレー。同校卒業後の2004年からは職員となり、兼任コーチとして選手を指導、2007年より監督に就任している。